# The Girl from B.I.K.I.N.I.
The Girl from B.I.K.I.N.I. ist ein US-amerikanischer Erotikfilm des Regisseurs Fred Olen Ray, der als Fernsehproduktion gedreht wurde.

## Handlung
Tanya X arbeitet als Agentin für das Bureau of International Knowledge and Nonstandard Investigations. Sie wird beauftragt, Störungen an einem von der Organisation betriebenen Radiosender aufzuklären. Dieser Sender dient eigentlich als Tarnung für die Kommunikation des B.I.K.I.N.I. mit der CIA. Als Verantwortliche macht sie bald Fay Wong aus, die Samantha Rhineheart, die Tochter des Sender-Besitzers, entführt.

## Hintergrund
Produziert wurde der Film von der Produktionsgesellschaft American Independent Productions und vertrieben durch Retromedia Entertainment. Er wurde ab Sommer 2007 mehrfach zu festen Uhrzeiten und „on demand“ bei der Senderkette Cinemax ausgestrahlt. Die DVD-Veröffentlichung erfolgte im November 2007.
Mit „Bikini Royale“ und „Bikini Royale 2“ wurden zwei Fortsetzungen gedreht, die weitere Abenteuer der Agentin Tanya X zeigen. Weiterhin wurde eine Webserie namens „Tanya X“ gedreht, die später auch bei Showtime und Cinemax ausgestrahlt wurde.

## Motive
Der Name der Serie spielt auf „Solo für O.N.C.E.L.“ (engl. „The Man from U.N.C.L.E.“) an.

## Rezeption
Dr. Gore's Movie Reviews bewertet den Film als einen guten Softcore-Film für das Nachtprogramm. Insbesondere die Szenen mit Rebecca Love werden herausgestellt. Auch Mitch Lovell lobt in seinem Review bei The Video Vacuum die darstellerischen Leistungen von sowohl Rebecca Love als auch Beverly Lynne.